# Fred De Palma

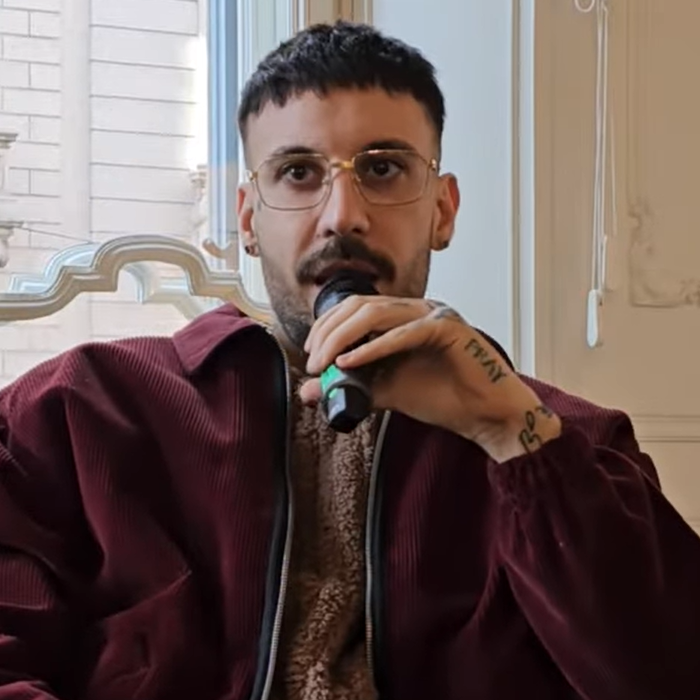
Fred De Palma, 2024

Fred De Palma (* 3. November 1989 in Turin als Federico Palana) ist ein italienischer Rapper.

## Werdegang
De Palma begann ab 2008, bei Hip-Hop-Wettbewerben zwischen Mailand und Turin auf sich aufmerksam zu machen. Mit Dirty C gründete er 2010 das Duo Royal Rhymes, das ab 2011 bei Trumen Records ein Album und eine EP veröffentlichte. Als Freestyler nahm De Palma außerdem an der MTV-Sendung MTV Spit teil. 2012 veröffentlichte er auch sein Solo-Debütalbum F.D.P. Im Jahr darauf erreichte er bei MTV Spit den dritten Platz und 2014 erschien sein zweites Album Lettera al successo. Für die Single Rodeo arbeitete De Palma mit Guè Pequeno zusammen, im zugehörigen Musikvideo hatte Rocco Siffredi einen Gastauftritt.
Nun beim Major-Label Warner, veröffentlichte der Rapper 2015 sein drittes Album BoyFred, mit dem er erstmals die Top 10 der Albumcharts erreichte. Diesem folgte zwei Jahre später Hanglover. Die erfolgreiche Single Il cielo guarda te, mit der Beteiligung der Sängerin Giulia Jean, wurde von Takagi & Ketra produziert. Diese Zusammenarbeit setzte Fred De Palma auch 2018 und 2019 für die Sommerhits D’estate non vale und Una volta ancora (beide von Ana Mena gesungen) fort. Letzterer war in Italien der Hit des Jahres 2019. Im selben Jahr erschien das fünfte Album Uebe, das Platinstatus erreichte.
Nach weiteren Sommerhits zusammen mit der brasilianischen Sängerin Anitta (Paloma, Un altro ballo) legte Fred De Palma 2021 das nächste Studioalbum Unico vor. 2022 veröffentlichte er die EP PLC Tape 1, mit Extasi gelang ihm außerdem ein Solo-Sommerhit.

## Diskografie

### Alben
| Jahr | Titel Musiklabel        | Höchstplatzierung, Gesamtwochen, AuszeichnungChartsChartplatzierungen (Jahr, Titel, Musiklabel, Platzierungen, Wochen, Auszeichnungen, Anmerkungen) | Anmerkungen                                                 |
| Jahr | Titel Musiklabel        | IT | Anmerkungen                                                 |
| ---- | ----------------------- | --- | ----------------------------------------------------------- |
| 2014 | Lettera al successo DBM | IT35 (1 Wo.)IT | Erstveröffentlichung: 10. Juni 2014                         |
| 2015 | BoyFred Warner Music    | IT6 (9 Wo.)IT | Erstveröffentlichung: 2. Oktober 2015                       |
| 2017 | Hanglover Warner Music  | IT5 (4 Wo.)IT | Erstveröffentlichung: 15. September 2015                    |
| 2019 | Uebe Warner Music       | IT2 Platin · (94 Wo.)IT | Erstveröffentlichung: 13. September 2019 Verkäufe: + 50.000 |
| 2021 | Unico Warner Music      | IT4 Platin · (53 Wo.)IT | Erstveröffentlichung: 2. Juli 2021 Verkäufe: + 50.000       |
| 2022 | PLC Tape 1 Warner Music | IT19 Gold · (47 Wo.)IT | Erstveröffentlichung: 22. April 2022 Verkäufe: + 25.000; EP |

Weitere Alben
- 2012: F.D.P.

### Singles
| Jahr | Titel Album                          | Höchstplatzierung, Gesamtwochen, AuszeichnungChartplatzierungen (Jahr, Titel, Album, Platzierungen, Wochen, Auszeichnungen, Anmerkungen) | Höchstplatzierung, Gesamtwochen, AuszeichnungChartplatzierungen (Jahr, Titel, Album, Platzierungen, Wochen, Auszeichnungen, Anmerkungen) | Höchstplatzierung, Gesamtwochen, AuszeichnungChartplatzierungen (Jahr, Titel, Album, Platzierungen, Wochen, Auszeichnungen, Anmerkungen) | Anmerkungen                                                                                        |
| Jahr | Titel Album                          | IT | CH | ES | Anmerkungen                                                                                        |
| --- | ------------------------------------ | --- | --- | --- | -------------------------------------------------------------------------------------------------- |
| 2016 | Buenos dias BoyFred                  | IT95 Platin · (1 Wo.)IT | — | — | Erstveröffentlichung: 11. März 2016 Verkäufe: + 50.000                                             |
| 2016 | Il cielo guarda te Hanglover         | IT36 ×2Doppelplatin · (12 Wo.)IT | — | — | Erstveröffentlichung: 23. September 2016 Verkäufe: + 100.000; mit Giulia Jean                      |
| 2016 | Voilà Hanglover                      | IT89 (1 Wo.)IT | — | — | Erstveröffentlichung: 18. November 2016                                                            |
| 2017 | Adiós Hanglover                      | IT95 Gold · (1 Wo.)IT | — | — | Erstveröffentlichung: 19. Mai 2017 Verkäufe: + 25.000                                              |
| 2017 | Ora che Hanglover                    | IT99 (1 Wo.)IT | — | — | Erstveröffentlichung: 8. September 2017                                                            |
| 2018 | D’estate non vale Uebe               | IT6 ×3Dreifachplatin · (47 Wo.)IT | — | — | Erstveröffentlichung: 15. Juni 2018 Verkäufe: + 150.000; feat. Ana Mena                            |
| 2018 | Sincera Uebe                         | IT70 Gold · (2 Wo.)IT | — | — | Erstveröffentlichung: 6. November 2018 Verkäufe: + 25.000                                          |
| 2019 | Dio benedica il reggaeton Uebe       | IT76 (1 Wo.)IT | — | — | Erstveröffentlichung: 15. März 2019 feat. Baby K                                                   |
| 2019 | Una volta ancora / Se iluminaba Uebe | IT1 ×7Siebenfachplatin · (99 Wo.)IT | CH61 (7 Wo.)CH | ES6 ×5Fünffachplatin · (73 Wo.)ES | Erstveröffentlichung: 7. Juni 2019 Verkäufe: + 690.000; feat. Ana Mena                             |
| 2019 | Il tuo profumo Uebe                  | IT39 Platin · (26 Wo.)IT | — | — | Erstveröffentlichung: 21. Oktober 2019 Verkäufe: + 70.000; feat. Sofia Reyes                       |
| 2020 | Paloma Unico                         | IT4 ×3Dreifachplatin · (35 Wo.)IT | — | — | Erstveröffentlichung: 3. Juli 2020 Verkäufe: + 210.000; feat. Anitta                               |
| 2021 | Ti raggiungerò Unico                 | IT6 ×3Dreifachplatin · (34 Wo.)IT | — | — | Erstveröffentlichung: 12. März 2021 Verkäufe: + 210.000                                            |
| 2021 | Un altro ballo Unico                 | IT10 ×2Doppelplatin · (18 Wo.)IT | — | — | Erstveröffentlichung: 25. Juni 2021 Verkäufe: + 140.000; feat. Anitta                              |
| 2022 | Romance –                            | IT36 Platin · (21 Wo.)IT | — | — | Erstveröffentlichung: 1. April 2022 Verkäufe: + 100.000; mit Justin Quiles                         |
| 2022 | Extasi –                             | IT2 ×4Vierfachplatin · (48 Wo.)IT | — | — | Erstveröffentlichung: 17. Juni 2022 Verkäufe: + 400.000                                            |
| 2023 | Melodia criminal –                   | IT48 Gold · (10 Wo.)IT | — | — | Erstveröffentlichung: 7. Juli 2023 Verkäufe: + 50.000; mit Ana Mena, produziert von Takagi & Ketra |
| 2024 | Il cielo non ci vuole –              | IT27 Gold · (5 Wo.)IT | — | — | Erstveröffentlichung: 7. Februar 2024 Verkäufe: + 50.000; Beitrag zum Sanremo-Festival 2024        |
| 2024 | Notte cattiva –                      | IT48 (4 Wo.)IT | — | — | Erstveröffentlichung: 7. Juni 2024 mit Guè                                                         |
| 2024 | Passione –                           | IT37 Gold · (15 Wo.)IT | — | — | Erstveröffentlichung: 19. Juli 2024 Verkäufe: + 50.000                                             |
| 2024 | Mmh –                                | IT32 (11 Wo.)IT | — | — | Erstveröffentlichung: 18. Oktober 2024 feat. Rose Villain                                          |
| 2025 | Sexy Rave –                          | IT19 (… Wo.)IT | — | — | Erstveröffentlichung: 11. April 2025 feat. Baby Gang                                               |
| 2025 | Barrio lambada –                     | IT36 (… Wo.)IT | — | — | Erstveröffentlichung: 23. Mai 2025                                                                 |
| Folgende Lieder erschienen nicht als Single, wurden aber durch das Album zum Download und Streaming bereitgestellt und konnten somit eine Platzierung erlangen: |                                      | | | | |
| |                                      | | | | |
| 2022 | Mala PLC Tape 1                      | IT79 Platin · (1 Wo.)IT | — | — | feat. Jvli, Lazza & Tony Effe Verkäufe: + 100.000                                                  |
| 2022 | Tutto quello che ho PLC Tape 1       | IT89 (1 Wo.)IT | — | — | feat. Emis Killa, Jvli, & Omar Montes                                                              |

Weitere Singles
- 2015: Stanza 365 – IT: Gold (25.000+)[2]
- 2015: Serenata trap
- 2017: Non tornare a casa
- 2017: Hanglover

### Gastbeiträge
| Jahr | Titel Album | Höchstplatzierung, Gesamtwochen, AuszeichnungChartplatzierungen (Jahr, Titel, Album, Platzierungen, Wochen, Auszeichnungen, Anmerkungen) | Höchstplatzierung, Gesamtwochen, AuszeichnungChartplatzierungen (Jahr, Titel, Album, Platzierungen, Wochen, Auszeichnungen, Anmerkungen) | Anmerkungen                                                                                        |
| Jahr | Titel Album | IT | CH | Anmerkungen                                                                                        |
| ---- | ----------- | --- | --- | -------------------------------------------------------------------------------------------------- |
| 2019 | Mai –       | IT71 (1 Wo.)IT | — | Erstveröffentlichung: 8. November 2019 Giami & Andry the Hitmaker feat. Lele Blade & Fred De Palma |

Weitere Gastbeiträge
- 2013: Una città sopra la cenere (Lamiss feat. Fabio Dema & Fred De Palma)
- 2014: Scarpe diem (Le Donatella feat. Fred De Palma)
- 2016: Le ultime occasioni (Reloaded Version) (DJ Fede & Primo feat. Caneda, Fred De Palma, Jack the Smoker & Jake La Furia)
- 2019: L’alba e il tramonto (Cicco Sanchez feat. Fred De Palma & Giulia Jean)

## Belege
1. ↑  Alben von Fred De Palma. In: Italiancharts.com. Hung Medien, abgerufen am 1. Juli 2020.
2. 1 2 3 4 5 6 7 8 9 10 11 12 13 14 15 16 17 18 19 20  Certificazioni. FIMI, abgerufen am 22. Oktober 2024 (italienisch).
3. ↑  Chartquellen (Singles):
  - Archivio classifiche Top Singoli. FIMI, abgerufen am 22. Oktober 2024 (italienisch).
  - Songs von Fred De Palma. In: hitparade.ch. Hung Medien, abgerufen am 11. August 2019 (CH).
  - Songs von Fred De Palma. In: Spanishcharts.com. Hung Medien, abgerufen am 1. Juli 2020.
4. ↑  Archivio classifiche Top Singoli. FIMI, abgerufen am 22. Oktober 2024 (italienisch).
5. ↑  Songs von Fred De Palma. In: hitparade.ch. Hung Medien, abgerufen am 26. Juli 2021 (CH).

| Personendaten    | Personendaten                  |
| ---------------- | ------------------------------ |
| NAME             | De Palma, Fred                 |
| ALTERNATIVNAMEN  | Palana, Federico (Geburtsname) |
| KURZBESCHREIBUNG | italienischer Rapper           |
| GEBURTSDATUM     | 3. November 1989               |
| GEBURTSORT       | Turin                          |